# Младен Грујичић
Младен Грујичић (Сребреница, 13. април 1982) српски је политичар који од 2016. године обавља функцију начелника Сребренице, општине која се налази у најисточнијем делу Републике Српске, једног од два ентитета Босне и Херцеговине. Члан је СНСДа.

## Биографија

### Детињство, младост и каријера
Грујичић је рођен 1982. године у Сребреници. Град је напустио током Рата у Босни и Херцеговини у којем му је отац погинуо борећи се за Војску Републике Српске.
По завршетку студија на Технолошком факултету у Зворнику, започео је своју пословну каријеру, а након тога био је професор у хемије у једној средњој школи у Сребреници.
Неколико година је водио Општинску организацију породица заробљених и убијених бораца и несталих цивила у Сребреници, а републичка организација га је 2010. године именовала „Хуманистом године“.

### Политичка каријера
Грујичић је дугогодишњи члан СНСД- а и био је кандидат за члана локалног парламента 2012.
Дана 10. јула 2016. године, Младен Грујичић, заједнички кандидат свих српских партија у Сребреници, започео је кампању за начелника Сребренице за локалне изборе 2016. године. Његова кандидатура за градоначелника најављена је 14. априла, када је одржан састанак лидера девет српских политичких партија из Сребренице. Тада је договорено да се на изборе кандидује заједнички кандидат за градоначелника у оквиру коалиције „Заједно за Сребреницу“.
Грујичић је победио свог ривала Ћамила Дураковића са 54,38% од укупог броја гласова и преузео дужност новог начелника Сребренице 8. новембра 2016. То је био први пут у 17 година да је српски кандидат победио на изборима.

### Полемика о масакру у Сребреници
Грујичића су бошњачка јавност и његови противници назвали српским националистом и негирачем геноцида у Сребреници. Говорећи о масакру у Сребреници, сам Грујичић је то рекао током кампање:
То је наметнута прича и пашће кад-тад. Ниједан Србин и већина Бошњака који овде живе не верују у хашку фарсу. Бошњаке који говоре о томе да геноцида није било, проглашавају чак лудима.